# Атара
Ата́ра — (абх. Аҭара, груз. ათარა) — село в Абхазии, в Очамчырском районе частично признанной Республики Абхазия, согласно административному делению Грузии — в Очамчирском муниципалитете Абхазской Автономной Республики. Расположено к северо-западу от райцентра Очамчира в равнинной полосе на левом берегу реки Кодор. До начала XX века территория села была гораздо обширней, на севере примыкая к Кодорскому хребту. После геноцида армянского населения в Османской Империи в 1915 году, группа амшенских армян оседает на незаселённых северных землях села Атара. Армянское поселение выделяется в отдельную сельскую общину под названием Атара-Армянская. По аналогии старое абхазское село Атара начинают именовать Атара-Абхазская. Это название в советское время официально закрепляется за селом и используется вплоть до 1948 года. В настоящее время форма Атара-Абхазская также является широко распространённой. В административном отношении село представляет собой административный центр Атарской сельской администрации (абх. Аҭара ақыҭа ахадара), в прошлом Атарский сельсовет.

## Границы
На севере Атара граничит с селом Атара-Армянская; на востоке — с Кутолом; на юге — с сёлами Аракич и Адзюбжа; на западе — c Гульрипшским районом по реке Кодор.

## Население
Население Атарского сельсовета по данным переписи 1989 года составляло 1080 человек, по данным переписи 2011 года население сельской администрации Атара составило 665 человек, в основном абхазы.
| Год переписи | Число жителей | Этнический состав                                         |
| ------------ | ------------- | --------------------------------------------------------- |
| 1886         | 475           | абхазы 100 %                                              |
| 1926         | 1726          | абхазы 56,9 %; армяне 29,4 %; грузины 12,1 %              |
| 1959         | 1099          | абхазы (нет точных данных)                                |
| 1989         | 1080          | абхазы (нет точных данных)                                |
| 2011         | 665           | абхазы 97,6 %, русские 0,8 %, грузины 0,6 %, армяне 0,6 % |

В XIX веке Атара входила в состав Адзюбжинской сельской общины. По данным переписи населения 1886 года в селении Атара проживало православных христиан — 424 человека, мусульман-суннитов — 51 человек. По сословному делению в Атаре имелось 3 князя, 7 дворян и 465 крестьян. Представителей православного духовенства и «городских» сословий в Атаре не проживало.
В советское время доля грузинского населения села Атара всегда была довольно высокой, однако грузины, приезжавшие в село, довольно быстро ассимилировались в абхазской этнической среде.

## Историческое деление
Село Атара исторически подразделяется на 5 посёлков (абх. аҳабла):
- Андыгулоу (собственно Атара)
- Атара-Аху
- Атарба Ихуста
- Набжоу
- Нахурзоу

## Интересное
Большинство дворов в Атаре принадлежит местному крестьянскому роду Квициния (Куцниа) — по некоторым данным, самой крупной из абхазских фамилий.

## Известные уроженцы
- Акусба, Шамиль Раджеевич
- Квициниа, Леварса Бидович
- Ахуба, Джума Виссарионович
- Чанба, Самсон Яковлевич